# Gingst
Gingst ist eine Gemeinde im Landkreis Vorpommern-Rügen auf der Insel Rügen in Mecklenburg-Vorpommern (Deutschland). Die Gemeinde wird vom Amt West-Rügen mit Sitz in der Gemeinde Samtens verwaltet.

## Geografie
Gingst liegt ca. zwölf Kilometer nordwestlich von Bergen auf Rügen an der Bucht Koselower See. Der Gemeinde vorgelagert ist die Insel Ummanz. Gingst grenzt an den Nationalpark Vorpommersche Boddenlandschaft.
Umgeben wird Gingst von den Nachbargemeinden Trent im Norden (teilweise Seegrenze), Kluis im Osten, Dreschvitz im Süden sowie Ummanz im Westen (teilweise Seegrenze).

### Ortsteile
Zur Gemeinde gehören die Ortsteile:
| - Gingst - Güstin - Haidhof - Kapelle | - Malkvitz - Presnitz - Teschvitz - Volsvitz |

Außerdem befinden sich die Siedlungen und Wohnplätze im Gemeindegebiet: 
| - Dubkevitz s. Ummanz (Gemeinde) - Grosow - Gurtitz | - Klucksevitz - Rattelvitz - Steinshof |

## Geschichte
Gingst

Funde in der Pfahlbausiedlung im Pastoratsmoor von Gingst 1937

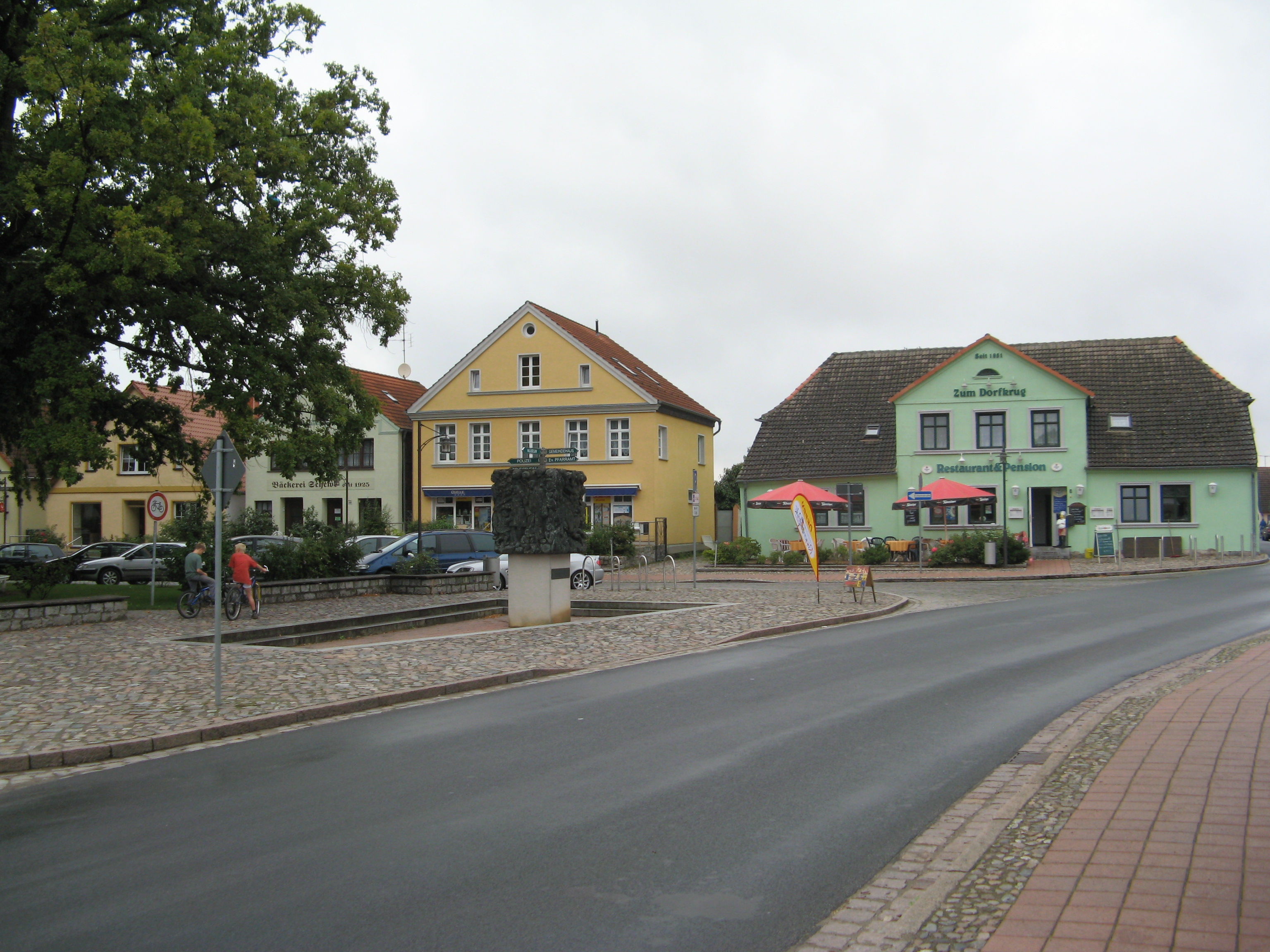
Alte Häuser im Ortskern von Gingst, Vordergrund Branddenkmal von 1950

Vor 1937 wurden bei Torfarbeiten im Gingster Pastoratsmoor eine Pfahlbausiedlung aus dem Neolithikum gefunden. Man zog 3 m lange spitze Stangen aus dem Moor, es wurden mehrere Gefäße und Scherben an Funden gesichert, Steinwerkzeuge wurden gefunden, aber nicht aufbewahrt. Die Gefäße aber waren sehr beachtenswert. Prof. Petzsch (Uni Greifswald) hat 1937 die Ausgrabung und Sicherung vorgenommen.
Das Angerdorf Ghynxt wurde 1232 erstmals urkundlich erwähnt. Es gehörte neben Garz und Bergen zu den bedeutendsten Marktflecken auf Rügen und war ein bedeutendes Zentrum der Handwerker, insbesondere der Damastweberei der Insel.
Der Ort war bis 1326 Teil des Fürstentums Rügen und danach des Herzogtums Pommern. Mit dem Westfälischen Frieden von 1648 wurde Rügen und somit auch das Gebiet von Gingst ein Teil von Schwedisch-Pommern. Im Jahr 1815 kam Gingst als Teil von Neuvorpommern zur preußischen Provinz Pommern.
Schon 1774 schaffte der Propst Johann Gottlieb Picht für den der Präpositur gehörenden Anteil von Gingst (die Hälfte des Ortes) die Leibeigenschaft ab.
In der Geschichte der Gemeinde kam es immer wieder zu Großbränden; 1726 und zuletzt 1950 wurde Gingst fast vollständig vernichtet.
Am 25. August 1950 ging der Ort in Flammen auf und es wurden, begünstigt durch die Windrichtung und verbreitete Reetdächer, insgesamt 38 Wohnhäuser vernichtet. An diesen Brand und die bis dahin einzigartige Wiederaufbauaktion mit 10.000 Mitgliedern der FDJ und anderer Helfer erinnert seit dem 1. Mai 1976 ein Gedenkstein auf dem Markt. Er wurde geschaffen von dem Stralsunder Bildhauer Hans-Peter Jaeger. Vier Bronzereliefs zeigen Szenen des Brandes und des Wiederaufbaus.
Seit 1818 gehörte Gingst zum Kreis bzw. Landkreis Rügen. Nur in den Jahren von 1952 bis 1955 war es dem Kreis Bergen zugehörig. Die Gemeinde gehörte danach bis 1990 zum Kreis Rügen im Bezirk Rostock und wurde im selben Jahr Teil des Landes Mecklenburg-Vorpommern. Der seit 1990 wieder so bezeichnete Landkreis Rügen ging 2011 im Landkreis Vorpommern-Rügen auf. Seit 1994 wurde der historische Ortskern im Rahmen der Städtebauförderung umfangreich saniert.
Güstin
Gut Güstin war zum Schluss an die in der Region mehrfach tätige Pächterfamilie Karl Wittstock gegeben. Das Gut beinhaltete eine Größe von 206 ha Land. Eigentümer war vor der Bodenreform der Großgrundbesitzer Karl Theodor Graf zu Inn- und Knyphausen (1910–1942) auf Schloss Pansevitz.
Gurtitz
Das Gut in Gurtitz war Teil der Besitzungen des jeweiligen Gutsherrn auf Kapelle und galt als so genannter alter Besitz, hier derer von Platen. Die Familie bildete eine eigene Familienlinie Gurtitz heraus, beginnend mit Henning von Platen. Sein Sohn Lippold, 1524 und 1561 beurkundet, nennt sich noch Ritter. Balzer von Platen-Gurtitz war verehelicht mit Anna Katharina von Bohlen. Ihr Sohn Henning war herzoglich pommerscher Oberschenk und Hofjägermeister. 1669 gehörte Gurtitz Baltzer-Burchard von Platen, liiert in zweiter Ehe mit Eva Margaretha von Krassow. Die nächste Generation mit Balzer Ulrich von Platen auf Gurtitz trat in schwedische Dienste, wurde dort Oberstleutnant. Dessen Sohn und Gutserbe Wilken wählte als Leutnant die preußischen Farben. Letzter männlicher Gutsherr war dann Karl Ludwig Lorenz von Platen, seine Frau stammte aus der Familie von Scheelen. Die Familie von Platen führte einen standesgemäßen Haushalt auf Gurtitz, für die Söhne des Hauses waren Hauslehrer eingestellt, vor 1800 der nachfolgend bekanntgewordene Historiker Johann Gustav Droysen. Die Gutsherren von Platen auf Gurtitz übten mehrere hoheitliche Funktionen aus, so 1835 als Direktor der Rügianischen Feuersozietät. Herrin auf Gurtitz werden die Töchter, Emilie (1797–1872), folgend Rosalie (1804–1874). Die Letztgenannte heiratete den preußischen Major Ernst von Esbeck. Ihr Sohn Wilhelm führte den Namen und für den Adel von Bedeutung das Wappen der Mutter in einer Namensfusion. Und er erbte Gurtitz und Kapelle, wobei hier Gurtitz erbjuristisch zuerst genannt wurde.
Haidhof
Haidhof hieß nach dem Pommerschen Güter-Adressbuch von 1914 zuvor Klucksevitz. Im Ort gab es ein klassisches Rittergut, zugehörig zum Komplex Kapelle. Später wurde das Gut aufgesiedelt. Auf der Gemarkung von Haidhof waren laut dem letztmals 1939 amtlich publizierten Landwirtschaftlichen Güter-Adressbuch von Pommern noch vier Bauernhöfe ausgewiesen. Die Familie W. Dols besaß mit 104 ha den größten Hofbetrieb.
Kapelle
Kapelle ist ein wendisches Runddorf mit einem ritterschaftlichen Gut. Das Gut gehörte der Familie von Platen. Das Herrenhaus wurde 1843/44 erbaut und 1914 umfassend umgebaut. Nach der Familie von Platen folgte in Namensfusion die Familie von Esbeck-Platen, hervorgegangen aus der 1235 mit dem Ritter Constantin gegründeten von Esbeck und denen von Platen. Bereits 1842 hatte sich Rosalie von Platen-Kapelle in Gurtitz mit einem Major von Esbeck verheiratet. 1867 bekam Wilhelm von Esbeck den Zusatz genannt von Platen. Er war Gutsherr von Kapelle, Gurtitz und Ralow sowie weiteren kleineren Gütern auf Rügen. Esbeck-Platen trug mehrere Ehrentitel, Zeremonienmeister, königlich-preußischer Kammerherr, Rechtsritter im Johanniterorden, er war Major a. D. und vor allem Mitglied des Preußischen Herrenhauses auf Lebenszeit. 1880 heiratete er Olga von Behr-Negendank. Nach der schweren Wirtschaftskrise konnten die von Esbeck-Platen nach amtlichen Angaben nur noch das 119 ha große Rittergut Gurtitz halten. Betrieben wurde 1939 eine intensive Schafsviehhaltung mit über 420 Tieren. Zum Besitz gehörten zum Schluss noch 5 ha Waldbesitz.
Malkvitz
Ende des 16. Jahrhunderts bestand auch in Malkvitz ein gutsherrliches Verhältnis. Damals kam es durch Tausch der Herren von Krassow und deren Vettern von Normann in den Besitz derer. Die Krassows behielten ihre Anteile über Generationen. Malkvitz war kein eigenständiger Herrensitz, blieb ein Nebengut. Graf Carl Friedrich von Krassow-Pansevitz war der bekannteste Inhaber, schwedischer Oberstleutnant. Später gab es keine mittelbare Gutsherrschaft mehr im Ort, nur kleinere private Flächen. Vier landwirtschaftliche Betriebe bestimmten vor 1945 das Geschehen am Ort, darunter die etwa 30 ha großen Höfe der Familien Willi Bischof I und Willi Bischof II.
Presnitz
Die Ersterwähnung ist auf 1314 datiert. Nach einer Volkszählung 1863 lebten im Bauerndorf 67 Einwohner.
Steinshof
In Ortschaftsverzeichnissen des 19. Jahrhunderts wurde Steinshof als Einliegerdorf bezeichnet, mit zwei Wohnhäusern und 46 Einwohnern. Anteilige Flächen in Steinshof gehörten zum Rittergut Haidhof des Gutskomplexes Kapelle.
Teschvitz
1737 verkaufte die Witwe des Capitain Wilhelm von Berglasen, vertreten durch die Vormünder ihrer Kinder, Major von Wolffradt und Hofrat von Scheelen, das Gut Teschvitz. Neuer Besitzer wurde der Hauptmann Georg Christoph von Barnekow, er hatte gerade die kaiserlichen Dienste verlassen. Sein älterer Sohn Christoph Gottlieb, Herr auf Teschvitz, erhielt 1825 die Freiherrenwürde. Seine Nachfahren, unter anderem Alfred Freiherr von Barnekow (1795–1866) und Kjell von Barnekow, betreuen folgend Gut Teschvitz. Das Rittergut Teschvitz mit Anteilen in Gingst, Konitz und Wall stand im Wechsel zum 20. Jahrhundert im Eigentum des Angus Graf von Douglas auf Schloss Ralswiek. Als Pächterin agierte die Witwe Johanna Kroos, geborene Bödcher, Verwalter W. Neumann. Diese Besitzung war 1914 konkret 319 ha groß.
Volsvitz
Nach alten Matrikeln gehörte das Dorf der Familie von Gagern. 1454 soll hier nach der genealogischen Standardliteratur des Adelslexikon der Preußischen Monarchie dann ein Gut der Familie von Osten gewesen sein, mindestens bis 1602. Mitte des 19. Jahrhunderts stand Gut Volsvitz schon im Bezug zum Gut Kapelle des Ernst von Esbeck. Nach 1900 gehörte es Wilhelm von Esbeck-Platen auf Kapelle. In Volsvitz gab es vormals 1939 zwei Familienbetriebe, W. Koch und Berta Speer. Ein Gut bestand zu diesem Zeitpunkt nicht mehr.

## Politik

### Gemeindevertretung und Bürgermeister
Der Gemeinderat besteht (inkl. Bürgermeister) aus 11 Mitgliedern. Die Wahl zum Gemeinderat am 9. Juni 2024 hatte folgende Ergebnisse:
| Partei/Bewerber      | Prozent | Sitze |
| -------------------- | ------- | ----- |
| Gemeinsam für Gingst | 64,45   | 7     |
| Lebenswertes Gingst  | 35,55   | 4     |

Bürgermeister der Gemeinde ist Nico Last, er wurde mit 57,32 % der Stimmen  gewählt.

## Wappen
Das Wappen wurde am 15. Juli 1999 durch das Innenministerium genehmigt und unter der Nr. 192 der Wappenrolle von Mecklenburg-Vorpommern registriert.
Blasonierung: „Gespalten von Grün und Gold; vorn ein gestürztes goldenes Schwert mit runden Parierstangenköpfen, an denen jeweils eine herabhängende goldene Waagschale befestigt ist; hinten ein pfahlweise gestelltes rotes Weberschiffchen, welches mit einer gestürzten und geöffneten roten Schere belegt ist.“
Das Wappen wurde von dem Sagarder Gerhard Koggelmann gestaltet.

## Flagge
Die Flagge ist gleichmäßig und quer zur Längsachse des Flaggentuchs von Gold (Gelb) und Grün gestreift. In der Mitte des Flaggentuchs liegt, zwei Drittel der Höhe des Flaggentuchs und jeweils ein Drittel der Länge des goldenen (gelben) und grünen Streifens einnehmend, das Gemeindewappen. Die Länge des Flaggentuchs verhält sich zur Höhe wie 5:3.

## Sehenswürdigkeiten

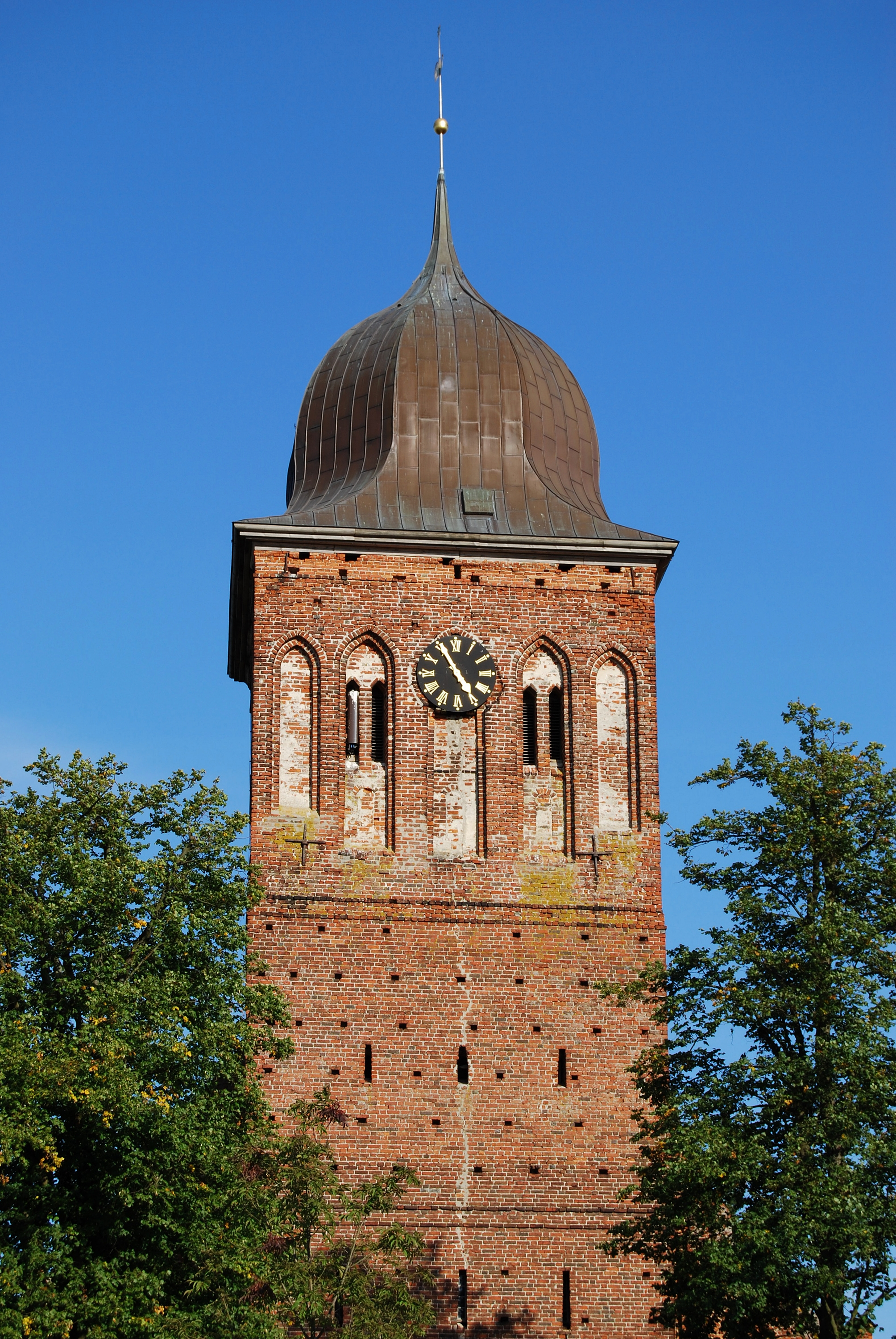
Sankt-Jacob-Kirche

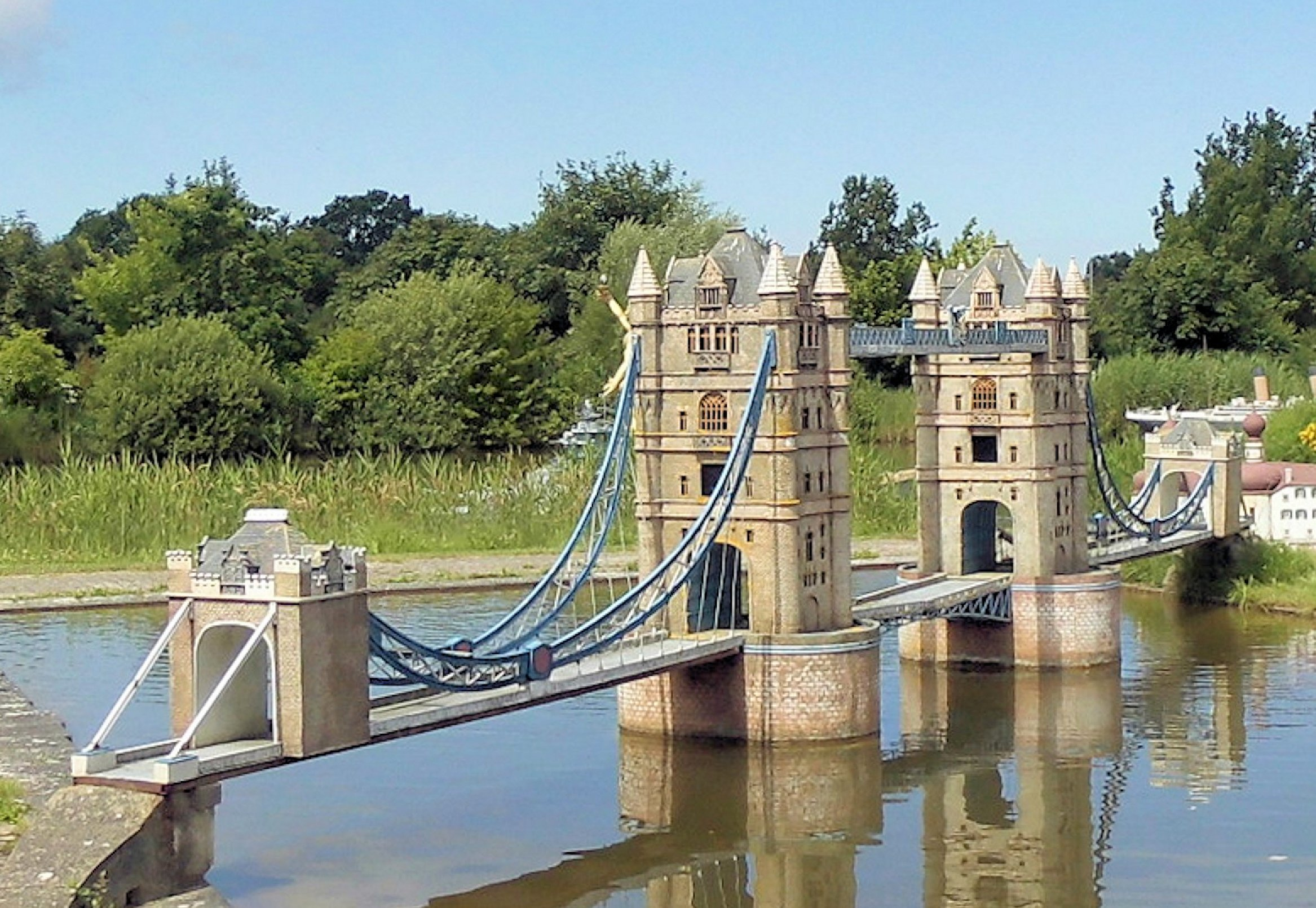
Nachbau der Tower Bridge London im Rügenpark Gingst

→ Siehe Liste der Baudenkmale in Gingst
- spätgotische Sankt-Jacob-Kirche (etwa 1300 erbaut), nach mehreren Bränden (zuletzt 1726) im Barockstil umgestaltet
- Sühnestein von Gingst hinter der Kirche
- Denkmal des Ortsbrandes von 1950 und der Wiederaufbauaktion
- Orgel des Baumeisters Kindt von 1790 in der Jacobikirche
- Freizeitpark „Rügenpark“; Miniaturenpark, in dem man Nachbauten der bekanntesten Bauwerke der Welt besichtigen kann. Darüber hinaus gibt es einen Streichelzoo, Wildwasserrondell, Riesenrutsche, Scooter, Trampoline und weitere Spielmöglichkeiten.
- Museum Gingst: Handwerksmuseum und landwirtschaftlichen Geräteausstellung
- Pfarrhaus, Fachwerkhaus von 1738 auf Feldsteinsockel mit Mansarddach und Fledermausgauben und zwei Frontispizen auf der Rückseite. Die innere Raumaufteilung ist noch original erhalten.
- Gutshaus Haidhof, ein eingeschossiger verputzter Bau mit zweigeschossigem Mittelrisalit und mit Krüppelwalm-Mansarddach vom Anfang des 19. Jahrhunderts
- Gutshaus Kapelle: Neobarocker, zweigeschossiger, 13-achsiger Putzbau von 1844 mit Türmchen und Mansarddach; Gutsbesitz u. a.: Familien von der Osten (seit 16. Jh.), von Platen (1816–1839) und von Esbeck bzw. Esbeck-Platen (1935)
- Kriegerdenkmal 1914–1918 (Wiedereinweihung am 27. August 2023)

## Verkehrsanbindung
Die Bundesstraße 96 verläuft östlich der Gemeinde. An den zentralen Ort der Insel, Bergen auf Rügen, ist Gingst durch Busse (Linien 35 und 38) der Verkehrsgesellschaft Vorpommern-Rügen angebunden. Die Haltestellen sind: Gingst, Gingst Markt, Gingst Schulhof, Gingst Miniaturenpark und Gingst Ausbau.

## Persönlichkeiten
- Adolph Christoph von Aken (1713–1768), evangelisch-lutherischer Geistlicher und Autor, ab 1753 Propst in Gingst
- Johann Gottlieb Picht (1736–1810), evangelisch-lutherischer Geistlicher und Sozialreformer, ab 1769 Propst in Gingst
- Samuel Christoph von Tetzloff (1738–1810), Regierungsrat in Schwedisch-Pommern
- Christoph Gottlieb Bogislav von Barnekow (1740–1829), Oberforstmeister und Gutsbesitzer in Teschvitz
- Adolph Wilhelm Picht (1773–1857), evangelisch-lutherischer Geistlicher
- Joachim Nicolas Eggert (1779–1813), Komponist und Dirigent, Mitglied der Königlich Schwedischen Musikakademie
- Ferdinand Picht (1807–1850), Arzt und Leiter der ersten Stralsunder Irrenanstalt
- Wilhelm Wöhler (1814–1884), evangelischer Geistlicher und Komponist
- Wilhelm Nindemann (1850–1913), Arktisreisender
- Rudi Reichert (1922–1999), Sportfunktionär